# USS Gridley (DD-380)
USS Gridley (DD-380) là một tàu khu trục, chiếc dẫn đầu cho lớp Gridley, được Hải quân Hoa Kỳ chế tạo vào giữa những năm 1930. Nó là chiếc tàu chiến thứ hai của Hải quân Hoa Kỳ được đặt tên theo Đại tá Hải quân Charles Vernon Gridley (1844-1898), người tham gia cuộc Nội chiến Hoa Kỳ và cuộc Chiến tranh Tây Ban Nha-Hoa Kỳ. Gridley đã phục vụ nổi bật tại Mặt trận Thái Bình Dương trong Chiến tranh Thế giới thứ hai, chia sẻ chiến công đánh chìm một tàu ngầm Nhật Bản. Nó được cho ngừng hoạt động năm 1946 và bị bán để tháo dỡ năm 1947.

## Thiết kế và chế tạo
Gridley được đặt lườn tại Xưởng hải quân Boston vào ngày 3 tháng 6 năm 1935. Nó được hạ thủy vào ngày 1 tháng 12 năm 1936; và được đưa ra hoạt động vào ngày 24 tháng 6 năm 1937.

## Lịch sử hoạt động

### Trước chiến tranh
Gridley được tiếp tục trang bị tại Xưởng hải quân Boston, và tiến hành chạy thử máy tại khu vực biển Caribe cho đến ngày 27 tháng 10 năm 1938, viếng thăm Puerto Rico, Cuba, and Venezuela. Sau đó nó được cải biến tại Xưởng hải quân Boston cho đến ngày 13 tháng 6 năm 1938, khi nó rời cảng, băng qua kênh đào Panama và đi đến cảng San Diego vào ngày 5 tháng 7 năm 1938. Gia nhập Đội khu trục 11, con tàu trải qua những tháng tiếp theo cơ động chiến thuật ngoài khơi bờ biển California, và đến ngày 4 tháng 1 năm 1939 đã khởi hành cùng Lực lượng Chiến trận để cơ động phối hợp tại vùng biển Caribe. Nó tham gia cuộc tập trận Vấn đề Hạm đội XX cùng với hạm đội ngoài khơi Cuba và Haiti, rồi quay trở về Boston để sửa chữa.
Chiếc tàu khu trục lại đi đến San Diego vào ngày 13 tháng 7 năm 1939 và trở thành soái hạm của Đội khu trục 11. Nó tiến hành các cuộc cơ động ngoài khơi California cho đến ngày 2 tháng 4 năm 1940, khi nó cùng các tàu chiến khác tham gia cuộc tập trận Vấn đề Hạm đội XXI tại vùng biển quần đảo Hawaii. Sau đó nó hoạt động từ Hawaii.

### 1942-1943
Gridley rời Trân Châu Cảng vào ngày 28 tháng 11 năm 1941 trong thành phần hộ tống chống tàu ngầm cho tàu sân bay Enterprise, soái hạm của Đô đốc William Halsey, Jr., và sau một chặng dừng tại đảo Wake đã quay mũi trở về Trân Châu Cảng. Lực lượng đặc nhiệm đang trên đường trở lại căn cứ vào sáng ngày 7 tháng 12 khi họ nhận được tin tức về việc Hải quân Nhật đã bất ngờ tấn công, khai mào chiến tranh tại Thái Bình Dương. Chiếc tàu khu trục đi vào cảng vào ngày hôm sau giúp vào việc phòng thủ đề phòng những cuộc tấn công khác, và trong năm tháng tiếp theo đã làm nhiệm vụ hộ tống các tàu vận tải và tàu sửa chữa đi lại giữa Trân Châu Cảng và các cảng tại khu vực Nam Thái Bình Dương. Chuyến đi cuối cùng của nó hoàn tất vào ngày 27 tháng 5 năm 1942, và đến ngày 5 tháng 6, nó đi đến Kodiak, Alaska cùng với tàu tuần dương hạng nhẹ Nashville. Tại chiến trường Alaska, nó hộ tống các tàu vận tải và tuần tra ngoài khơi các đảo bị Nhật Bản chiếm đóng Kiska và Attu, trợ giúp vào việc bắn phá Kiska vào ngày 7 tháng 8 năm 1942. Trong giai đoạn này, nó phục vụ như là soái hạm của Trung tá Hải quân Frederick Moosbrugger.
Khởi hành từ Dutch Harbor vào ngày 25 tháng 9 năm 1942, Gridley gia nhập cùng lực lượng đặc nhiệm tàu sân bay Saratoga tại vùng biển Hawaii, và sau đó làm nhiệm vụ hộ tống cho cả các tàu chiến đấu lẫn không chiến đấu tại khu vực Fiji và New Hebride. Trong tháng 12, nó hộ tống tàu chở dầu Cimarron rời Nouméa để đi đến điểm hẹn tiếp nhiên liệu cùng các lực lượng đặc nhiệm tàu sân bay, nhằm hỗ trợ cho cuộc chiến đấu ác liệt tại khu vực quần đảo Solomon. Chuyển căn cứ hoạt động đến vịnh Purvis tại Solomon vào ngày 13 tháng 7 năm 1943, nó hộ tống các tàu vận chuyển cao tốc vốn đã cứu vớt những người sống sót từ chiếc tàu tuần dương hạng nhẹ Helena tại vịnh Parasco vào ngày 16 tháng 7, rồi cùng với tàu khu trục Maury hộ tống các xuồng đổ bộ bộ binh từ Guadalcanal cho các cuộc đổ bộ lên Tambatuni, New Georgia. Nó bắn phá các công sự phòng thủ đối phương gần các bãi đổ bộ vào ngày 25 tháng 7, rồi bảo vệ các tàu hỗ trợ cho việc đổ bộ. Cùng với sáu tàu khu trục khác, nó tiêu diệt các sà lan đổ bộ Nhật Bản trong vịnh Vella vào ngày 10 tháng 8, và hộ tống cho Saratoga trong các chiến dịch không kích tại vùng quần đảo Solomon cho đến ngày 25 tháng 8.
Gridley quay trở về Trân Châu Cảng cùng các tàu sân bay hộ tống Suwannee và Long Island vào ngày 4 tháng 9 năm 1943, rồi khởi hành đi San Diego, nơi nó ở lại để sửa chữa từ ngày 11 tháng 9 đến ngày 26 tháng 10. Quần đảo Gilbert là mục tiêu tiếp theo của nó, khi nó rời Trân Châu Cảng vào ngày 10 tháng 11 để đi đến đảo Makin. Nó làm nhiệm vụ bắn phá bờ biển, hộ tống các tàu sân bay, rồi tiến hành các cuộc tuần tra độc lập tại khu vực này cho đến khi khởi hành đi Hawaii vào ngày 1 tháng 12.

### 1944
Lực lượng Đặc nhiệm 58 dưới quyền Phó đô đốc Marc A. Mitscher đã khởi hành từ Trân Châu Cảng vào ngày 18 tháng 1 năm 1944 cho cuộc tổng tấn công quần đảo Marshall; một lần nữa Gridley lại hoạt động trong thành phần bảo vệ cho Saratoga. Nó đã hộ tống chiếc tàu sân bay trong các cuộc không kích lên Wotje và Eniwetok, và vào ngày 8 tháng 3 đã lên đường đi New Hebride cùng các tàu sân bay Yorktown, Princeton và Langley, trợ giúp chúng phát triển việc tấn công tại khu vực New Guinea. Chiếc tàu khu trục kỳ cựu khởi hành cùng đội đặc nhiệm tàu sân bay Hornet vào ngày 7 tháng 6 để tham gia cuộc tấn công quần đảo Mariana, nơi các tàu sân bay không kích xuống Saipan, Rota và Guam. Trong mọi chiến dịch trên, Gridley và các tàu khu trục chị em đã bảo vệ các tàu sân bay khỏi các cuộc tấn công từ trên không và bởi tàu ngầm.
Gridley đã có mặt cùng lực lượng đặc nhiệm trong Trận chiến biển Philippine từ ngày 19 đến ngày 20 tháng 6 năm 1944, nơi bốn đợt tấn công lớn bởi máy bay ném bom-ngư lôi và máy bay tiêm kích hộ tống đối phương bị đánh bại bởi các đơn vị trên không và mặt biển. Hỏa lực phòng không của Gridley đã giúp bảo vệ các tàu sân bay, góp phần vào việc đánh bại hầu như hoàn toàn không lực của Hải quân Nhật Bản.
Gridley rời Eniwetok vào ngày 30 tháng 6 để cùng các tàu sân bay tấn công vào Iwo Jima, Guam, Yap, Ulithi và quần đảo Volcano. Nó trực tiếp hỗ trợ cho việc đổ bộ lực lượng lên Peleliu vào ngày 15 tháng 9, bắn rơi ít nhất một máy bay Nhật đã tấn công. Sau khi hộ tống các tàu sân bay không kích lên Okinawa và Đài Loan, nó tham gia lực lượng được tập trung cho việc chiếm đóng Philippines. Đang khi bảo vệ cho các tàu chiến lớn ngoài khơi Luzon vào ngày 28 tháng 10, nó cùng với tàu khu trục Helm phát hiện và đánh chìm chiếc tàu ngầm Nhật I-51f bằng một loạt các cuộc tấn công với mìn sâu. Trong những ngày tiếp theo, Gridley đánh trả các cuộc tấn công của máy bay cảm tử kamikaze Nhật Bản, và quay về Ulithi với các tàu sân bay bị hư hại Franklin và Belleau Wood vào ngày 2 tháng 11.
Gridley lại nhanh chóng phải trở ra biển, khi nó rời Ulithi vào ngày 5 tháng 11 cùng với lực lượng đặc nhiệm tàu sân bay nhanh cho chiến dịch Leyte. Nó sau đó gia nhập một đội tàu sân bay hộ tống, và phục vụ như là tàu bắn phá và tuần tra trong lúc đổ bộ lên vịnh Lingayen cho đến ngày 10 tháng 2 năm 1945.

### 1945
Sau một chặng dừng tại Ulithi, Gridley hộ tống thiết giáp hạm Mississippi đi Trân Châu Cảng, rồi lên đường đi ngang qua San Diego và kênh đào Panama để đi New York, đến nơi vào ngày 30 tháng 3 năm 1945. Nó đi vào Xưởng hải quân New York vào ngày hôm sau để tiến hành những sửa chữa đang rất cần thiết, và sau khi hoàn tất đại tu lại rời Hoa Kỳ vào ngày 22 tháng 6 năm 1945. Nó phục vụ tại vùng biển Châu Âu từ tháng 7 năm 1945 đến tháng 1 năm 1946.
Gridley được cho xuất biên chế vào ngày 18 tháng 4 năm 1946. Nó bị bán để tháo dỡ vào tháng 8 năm 1947.

## Phần thưởng
Gridley được tặng thưởng mười Ngôi sao Chiến trận do thành tích phục vụ trong Chiến tranh Thế giới thứ hai.